# Ion Marocico
Ion Marocico (n. 20 decembrie 1974, Ulma, Suceava, România) este un fost deputat român, ales în legislatura 2012-2016 din partea minorităților naționale.